# Pristimera caudata
Pristimera caudata är en benvedsväxtart som beskrevs av A.M.W. Mennega. Pristimera caudata ingår i släktet Pristimera och familjen Celastraceae. Inga underarter finns listade.